# Vice Media
Vice Media Group LLC è una società di digital media e comunicazioni statunitense-canadese. Sviluppandosi dalla rivista Vice, originariamente con sede a Montreal e co-fondata da Suroosh Alvi, Shane Smith e Gavin McInnes, Vice si espanse principalmente nei media digitali focalizzati su giovani e giovani adulti. Ciò includeva, tra le altre, contenuti online e serie web, la divisione notizie Vice News, uno studio di produzione cinematografica e un'etichetta discografica (Vice Records/Vice Music). Vice si è trasferito a New York nel 2001.
Vice Media in passato ha diffuso contenuti televisivi attraverso HBO: questa ha trasmesso la serie di documentari settimanali Vice, vincitrice di un Emmy e Vice News Tonight, che ha debuttato il 10 ottobre 2016, con una carrellata serale di notizie dal mondo di tecnologia, ambiente, economia e cultura pop evitando i conduttori di notizie tradizionali. Tuttavia, il 10 giugno 2019, HBO ha annunciato la cancellazione del programma di notizie oltre alla rottura dei rapporti con Vice Media dopo una partnership di sette anni.

## Vice Music
Vice Records o Vice Music, lanciata nel 2002, è l'etichetta discografica interna di Vice. Ha pubblicato album e singoli dei seguenti artisti attraverso vari importanti distributori di etichette: 120 Days, Action Bronson, Black Lips, Bloc Party, Boredoms, Charlotte Gainsbourg, Chromeo, Fucked Up, Growing, Justice, Off!, Rich Boy, The Raveonettes, The Stills, The Streets, Team Spirit, Vybz Kartel.

## Vice on TV
Vice on TV è una rete televisione via cavo gestita da Vice che offre principalmente programmi in stile documentario rivolti a millennial. Opera in collaborazione con fornitori di servizi via cavo locali nelle seguenti zone:
| Region               | Partner                                  |
| -------------------- | ---------------------------------------- |
| USA                  | A&E Networks                             |
| Australia            | SBS                                      |
| Francia              | Canal+ Group                             |
| Olanda               | Ziggo                                    |
| Regno Unito          | Sky, Virgin Media (chiuso a luglio 2020) |
| Serbia               | Prva TV                                  |
| Belgio               | Proximus and Telenet                     |
| Spagna e Portogallo  | AMC Networks International Iberia        |
| Nuova Zelanda        | Sky Television                           |
| Africa Sub-Sahariana | Econet                                   |
| Indonesia            | Jawa Pos Group                           |
| Brazile              | Grupo Globo                              |
| India                | The Times Group                          |
| Israele              | Partner TV                               |

Il canale è disponibile tramite fornitori di servizi via cavo e servizi OTT.
Viceland era precedentemente disponibile come canale dedicato in Canada, attraverso una partnership con Rogers Communications; tuttavia, questo canale è stato chiuso nel marzo 2018 a causa del basso numero di visualizzazioni. Nell'agosto 2018, Vice ha firmato un nuovo accordo sui contenuti con Bell Media per rilanciare i contenuti a marchio Vice in Canada su varie proprietà di Bell tra cui Much e CraveTV.
Nell'agosto 2019, è stato riferito che Vice media sta spostando Viceland verso le notizie e lontano dall'intrattenimento e da altri programmi di lifestyle, e ha in programma di fondere Viceland con Vice News.